# Mot.Comもとみや
株式会社Mot.Comもとみや（もっとこむもとみや）は、福島県本宮市、安達郡大玉村の各一部地域を放送対象地域として超短波放送（FM放送）をする特定地上基幹放送事業者である。
FM Mot.comの愛称でコミュニティ放送をしている。

## 概要
2006年（平成18年）12月20日開局。開局時点では、本宮町は白沢村との合併前であり、12日間だけであるが福島県では初めての町に所在するラジオ局であった。2007年（平成19年）1月1日に、両町村は合併し本宮市となった。
本宮町で電器店を営む佐々木嘉宏が中心になって設立された。出資比率から代表取締役社長の佐々木嘉宏がマスメディア集中排除原則にいう支配関係にある。
本社・演奏所（スタジオ）は、開局当初は南町裡にあったが、2019年（平成31年、令和元年）に字九縄の本宮市地域交流センター（モコ ステーション）に移転した。
送信所は本宮市青田大作の大名倉山にあり、放送局（現・特定地上基幹放送局）の呼出符号はJOZZ2AW-FM、呼出名称はエフエムモットコム、周波数77.7MHz、空中線電力20Wで放送区域は本宮町（現・本宮市）、白沢村（現・本宮市）、大玉村の各一部地域。
- 可聴範囲は半径約10km、放送エリアはおおむね大玉村、本宮市、二本松市、郡山市の地域[8]と称している。

インターネット配信はSimulRadioとListenRadioによる。
放送時間は6時から翌日1時。番組構成は地域番組とミュージックバードの再送信による。
本宮市とは「本宮市防災行政無線放送及び情報提供に関する協定」を締結している。

## 沿革
- 2002年（平成14年）10月22日 - 株式会社Mot.Comもとみや設立[10]。
- 2006年（平成18年）
  - 8月10日 - 放送局の予備免許取得[11]。
  - 12月5日 - 放送局の免許取得[7][12]。
  - 12月20日 - 開局[12]。
- 2009年（平成21年）1月5日 - SimulRadioによるインターネット配信を開始。
- 2013年（平成25年）7月16日 - ListenRadioによるインターネット配信を開始。
- 2019年（平成31年/令和元年）
  - 4月25日 - スタジオを南町裡から字九縄に移転[13]。
  - 6月6日 - 本社を南町裡から字九縄に移転[14]。
  - 6月21日 - 本宮市と「本宮市防災行政無線放送及び情報提供に関する協定」を締結[9]。

## 番組

### 生放送
- グッドモーニングカフェ（月曜 - 金曜 7:00 - 9:00）
- おもしろヒルミネーション（月曜 - 金曜 11:00 - 13:00）
- 今夜もんだNIGHT!!（月曜 - 金曜 17:00 - 19:00）
- GENEのROCKNROLL PARADISE（月曜 19:00 - 20:00/（再放送）金曜 24:00 - 25:00、日曜 22:00 - 23:00）
  - 月曜日はコミュニティ発 全国放送ゾーンの一番組として、ミュージックバードを通じ全国のコミュニティFM局でも同時ネットで放送されていた[15]。
- 前略道の上から（金曜 20:00 - 21:00）

### 収録
- Motcom Music Collection（月曜 - 金曜 9:00 - 10:00、14:00 - 15:00）
- ふくしま♪ラジオdeコミュニティ（月曜 - 金曜 11:45 - 12:00）
- ツキイチラジオ（月曜 10:00 - 10:30/（再放送）月曜 24:30 - 25:00）
  - （第1週）スマイルタイム
  - （第2週）オハナ戦隊おうえんじゃー
  - （第3週）メリー・ショーンと影武者ムシャもっとツッコむ
  - （第4週）絶対安全グーチ RUTSUBO
- ハッシュタグ（月曜 10:30 - 11:00）
- 永崎は今日も駄目だった!（月曜 13:00 - 13:30）
- ふぐすまより愛をこめて（月曜 13:30 - 14:00 /（再放送）火曜 25:00 - 25:30）
- 寿ニュース（月曜 20:00 - 20:30 /（再放送）木曜 10:30 - 11:00）
- ばってん福島いいとことよ?（月曜 20:30 - 21:00 /（再放送）火曜 25:00 - 25:30）
- ドラムでポン!（月曜 21:30 - 22:00 /（再放送）日曜 15:30 - 16:00）
- 古屋かおり　西健志　なみえの空から（火曜 10:00 - 10:30 /（再放送）土曜 18:00 - 19:00）
- あっこにおまかせぇ!（火曜 13:30 - 14:00/（再放送）火曜 25:30 - 26:00）
- Swing Birdのcoldik candy clsing（火曜 19:00 - 19:30）
- ミュージックガチャ（火曜 19:30 - 20:00 /（再放送）水曜 25:00 - 25:30）
- feel a wind（火曜 21:30 - 22:00/（再放送）土曜 20:30 - 21:00）
- 八四會だよ!!全員集合!!（水曜 0:00 - 0:30/（再放送）金曜 25:30 - 26:00）同級生による、同級生の為のモットコム初の深夜お笑い音楽情報番組、密かにゴールデン進出を狙ってる(笑)が、未だ実現出来ず。
- インザウインドのラジオでさすけね!（水曜 10:00 - 10:30/（再放送）日曜 18:00 - 18:30）

（ネット局）
喜多方FM - 土曜 18時 -
- 北海道どうでしょう!〜なまらジオ〜（水曜 10:30 - 11:00 /（再放送）水曜 19:30 - 20:00）
- NOBYのファジーな時間（水曜 13:00 - 14:00 /（再放送）土曜 23:00 - 24:00）
- 鈴木ミチのべこラジ（水曜 19:00 - 19:30 /（再放送）日曜 14:00 - 14:30）

（ネット局）
FM愛'S - 金曜 19時30分 -
- メヒリアンRadio（水曜 21:00 - 21:30 /（再放送）日曜 14:30 - 15:00）
- 藤本まことの心機一転（水曜 24:00 - 24:30/（再放送）木曜 25:00 - 25:30）
- 夜更かし森ボーイ。（水曜 24:30 - 25:00）
- 音のモナリザ（木曜 10:00 - 10:30）
- サロン・ド・美智子（木曜 13:00 - 14:00/（再放送）火曜 20:00 - 21:00）

（ネット局）
喜多方FM - 木曜 13時 -（再放送：毎週日曜 13時 - ）
ウルトラFM - 木曜 20時 -
KOCOラジ - 木曜 22時 -（再放送：毎週日曜 10時 - ）
FM愛'S - 火曜 9時 -
- あかねのミュージックチャンプル（木曜 20:00 - 20:30）
- 熊谷之の演歌はいいね!（金曜 10:00 - 10:30/（再放送）金曜 19:00 - 19:30）
- 日本の心 オンステージ（金曜 13:15 - 13:30）
- 平兄弟のWhat Wondeful World（金曜 13:30 - 14:00/（再放送）金曜 19:30 - 20:00）
- 吉田タンス店の「吉タンde大丈夫なのかぁ?」（金曜 21:00 - 21:30）
- 原田雪見のheart break（土曜 12:00 - 12:30/（再放送）火曜 21:00 - 21:30）
- 岡田・石塚の食う寝るラジオ（日曜 23:00 - 23:30 /（再放送）水曜 25:30 - 26:00）
- モットコム特選コーナー（土曜・日曜 6:00 - 7:00）
- 市議会録音放送 ※不定期（市議会開催時）

### 配給番組
- 堀江淳のファインミュージックアワー（月曜 21:00 - 21:30）
- ひろこの音部屋（月曜 24:00 - 24:30、エフエム熱海湯河原）
- 弁護士 奥山倫行のロック裁判所（水曜 20:00 - 20:30）
- 粋成浩児のGoGo6575（水曜 20:00 - 20:30）
- BIG FISH FACTORY（水曜 21:30 - 22:00）
- サンドウィッチマンのラジオやらせろ!（木曜 19:30 - 20:00、fmいずみ）
- THEプレスリーSHOW～エルヴィス・ロックンロール魂（木曜 20:00 - 21:00）
- 電大のラジオよかった（金曜 10:30 - 11:00）
- スターダスト・レビューの星になるまで（土曜 12:30 - 13:00、調布FM）
- ジンケトリオ（土曜 20:00 - 20:30）
- MUSIX BOX（土曜 21:00 - 22:00、FM HOT 839）
- ケニー大倉のポップンロールコレクション（日曜 13:00 - 14:00、調布FM）

### 過去の自社制作番組
- MOTCOM J-POP コレクション
- 寿パラダイス
- やっぺのマイ・ミュージックステーション
- 41才の春だから、そうだアサヒを見に行こう
- 演歌を聴きながら
- Mot.Jam
- インディーな仲間達
- ギターフリーク
- みちのくボンガーズのボンガラ!
- FAN YOU MUSIC
- 音楽音姫
- 特選ラヂオ!
- すばるの仲間達
- マイミュージックステーション
- すみません!お醤油貸してください。
- MOTCOM ポピュラーコレクション
- Lady brown
- パンダフルワイフ
- すばるの仲間達
- 天国への扉
- ドリームキッズ
- ひまの過ごし方
- オペラ座の外人
- R40
- 続・演歌を聴きながら
- 水木ノアの興味 SINSIN
- コーチング
- みかっちの行ってみっかい!
- はまちゃんの情熱大陸
- ミュージックチャンプル
- J-WORLD
- ロックンロールを撃ちまくれ
- Trick or treat
- can/gooのグー刊現在増刊号〜!
- イニシャルkの「E」（ツキイチラジオ内）
- 美酒探訪の旅（ツキイチラジオ内）
- ゴーストマスター
- ブラッデストサキソフォンのスイングサーキット
- それいけ!ぺろやまぺろち!
- お醤油貸してください。【PART2】
- 世界も、自分も、変えるラジオ
- 頑張る俺たち!消防団

## 防災ラジオ
本宮市は、2018年（平成30年）より防災ラジオ（緊急告知FMラジオ）を世帯を対象に無償貸与する。FM Mot.com以外は受信できない。